# Gloria (chanson de U2)
Pour les articles homonymes, voir Gloria.
Singles de U2
Fire
(1981) A Celebration
(1982)
Gloria est une chanson du groupe de rock irlandais U2, sortie le 5 octobre 1981 sous le label Island Records. Elle est produite par l'Anglais Steve Lillywhite. C'est le morceau d'ouverture et le second single de l'album October, publié la même année. Le clip est réalisé par Meiert Avis sur une barge, dans le bassin du Grand Canal de Windmill Lane à Dublin. C'est un morceau à l'énergie punk mais empreinte de culture chrétienne comme le prouvent les passages en latin du refrain. Bono s'est inspiré des paroles utilisés dans les messes chrétiennes pour l'écriture de la chanson. Le single s'est classé à la 55e position en Angleterre, mais obtient plus de succès en Irlande, où il accède à la 10e place. En Nouvelle-Zélande, il atteint le top 20 des charts. U2 interprétera ce morceau plusieurs fois en live dans sa carrière et notamment à l'Innocence + Experience Tour en 2015.

## Analyse du morceau
Au commencement de MTV, c'est la vidéo de Gloria qui fit connaître U2 aux jeunes Américains. Dans le clip de 1981, les quatre membres du groupe jouent sur une barge à quai du Grand Canal de Dublin, devant une foule d'Irlandais hirsutes. Sur ce morceau, Bono exulte la ferveur religieuse adolescente (Gloria in te domine), avec un clin d'oeil à Patti Smith et sa relecture, en 1975, du classique sixties de Van Morrison, tandis que The Edge plaque ses accords psychédéliques. L'idée de chanter en latin est née de l'écoute d'un album de chants grégoriens, propriété de leur manager Paul McGuinness. C'est si outrancier à la fin, avec toute cette diatribe en latin, s'amuse Bono. Délicieusement dingue, épique et lyrique.

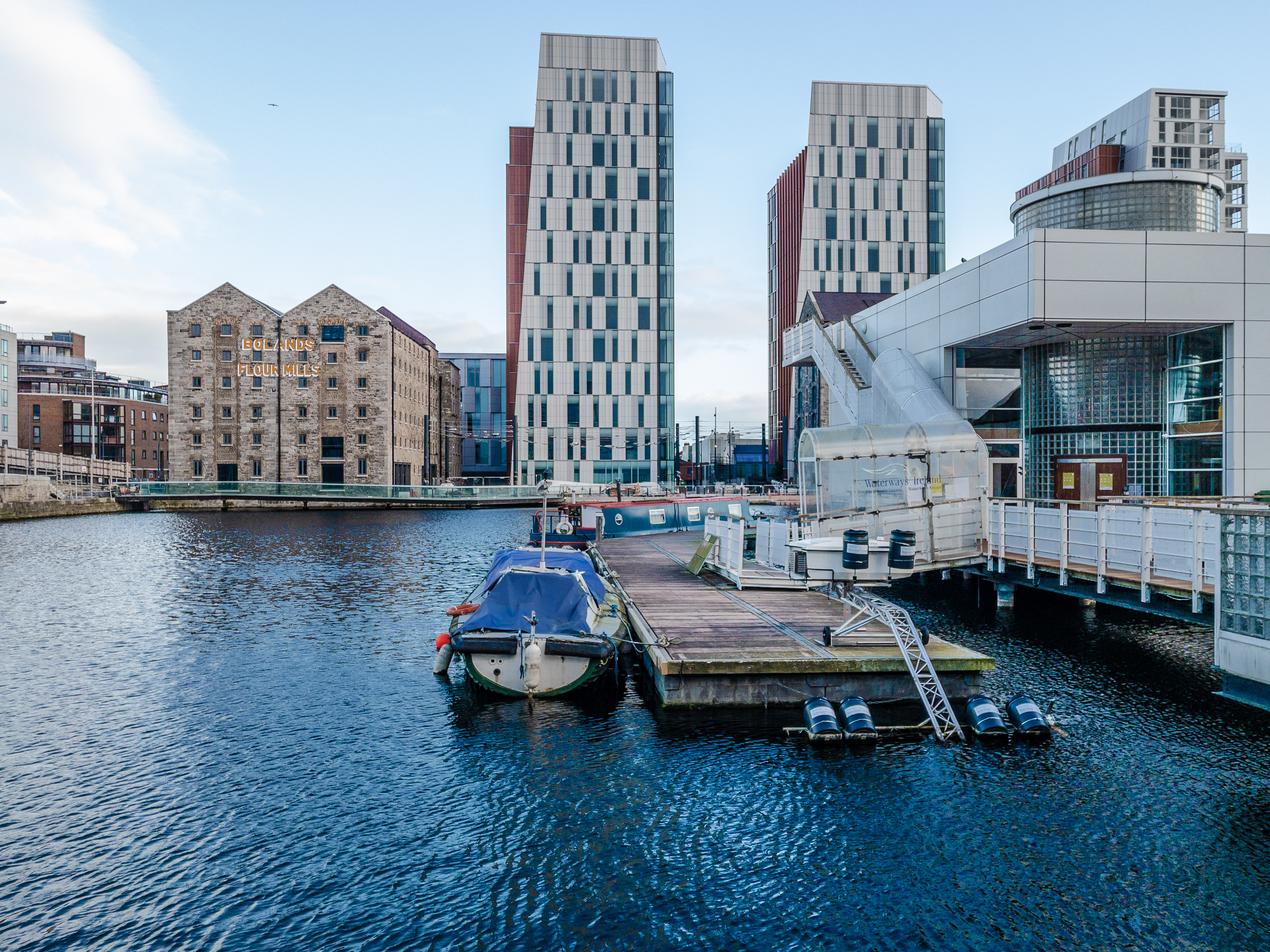
Quai du Grand Canal à Dublin

## Critiques
Allmusic a cité la chanson comme un exemple de « quand U2 marie le message, la mélodie et le son ensemble... les résultats sont tout à fait impressionnants », tandis que Pitchfork a déclaré que « la chanson affiche un certain dynamisme musical, mais son refrain en latin tempère ses qualités hymniques ».

## Classement
| Classement (1981)             | Meilleure position |
| ----------------------------- | ------------------ |
| Australie (Kent Music Report) | 32                 |
| Irish Singles Chart           | 10                 |
| New Zealand Singles Chart     | 15                 |
| UK Singles Chart              | 55                 |